# 安部磯雄
安部 磯雄（あべ いそお、1865年3月1日〈元治2年2月4日〉- 1949年〈昭和24年〉2月10日）は、日本の経済学者、社会主義者、政治家。
キリスト教的人道主義の立場から社会主義を活発に宣伝し、日本社会主義運動の先駆者であった。また、日本における野球の発展に貢献し「日本野球の父」と呼ばれる。早稲田大学野球部創設者でもある。

## 来歴・人物
福岡藩士岡本権之丞の次男として現在の福岡市に生まれる。安部姓を名乗るようになったのは徴兵忌避のためである。当時60歳以上の扶養家族がいれば徴兵免除の特典が与えられたため、60歳以上の老人のいる家を探して謝礼を支払い名義上安部家の養子となる。
小学校を卒業したのち附属小学校に進んで山座円次郎、不破彦麿、塚本道遠らと級友となり、1879年3月に優秀な成績で卒業したが、実家が貧しかったこと、付近に中学が設立されていなかったこともあり、地元の漢学塾に入門した。
その後、同志社英学校（現・同志社大学）に入学していた義兄が磯雄の才能を惜しみ、磯雄を海軍軍人にするために同志社に学ばせようと父親を説き、学資の援助を申し出たことにより同志社英学校に入学することとなった。
入学当初はキリスト教を嫌っていたが、在学中に新島襄より洗礼を受け、海軍志望も消え失せていった。さらにラーネッドから経済学を教わったことが社会主義者としての安部の原点となる。1884年同志社英学校卒業。
その後、母校の同志社で教師となり、続いて岡山教会で牧師の任を務めたのち、1891年より米国コネチカット州のハートフォード神学校へ留学。岡山教会時代に牧師として信を高めていたことでハートフォードの現地教会から資金が得られたこと、ハートフォード神学校が寄宿費・食費を校費で負担してくれたことで、安部自身が念願していた留学が可能になった。
1894年にハートフォード神学校を卒業し、同年ベルリン大学に入学。しかしその数カ月後、岡山が大洪水に見舞われたという報を受けたため、留学を中途で切り上げて1895年2月に帰国、同志社教員を経て1899年に東京専門学校（早稲田大学の前身）の講師となる（1907年から教授）。
1901年、社会民主党を結成するが直後に禁止。日露戦争では非戦論を唱えた。公娼制度の廃止や産児制限など、初期の女性解放（フェミニズム）運動にも積極的に関与した。
1922年3月には、石本恵吉とともに日本産児調節研究会を創立している。
1924年に日本フェビアン協会を設立。1928年、第16回衆議院議員総選挙に社会民衆党から立候補し、衆議院議員当選連続5回。また東京市会議員も務めた。社会民衆党党首、社会大衆党執行委員長を歴任。
1932年春、フランスから来日した女性ジャーナリストのアンドレ・ヴィオリスがインタビューを行い、その模様は『1932年の大日本帝国』に描写されている。
1938年3月3日、右翼団体「防共護国団」の団員によって襲撃された（詳細は安部磯雄襲撃事件を参照）。
1940年3月、斎藤隆夫が行った反軍演説の議員除名問題で、反対の立場を示し衆議院本会議を欠席すると、書記長麻生久の支配下にあった社会大衆党中央執行委員会により、党首でありながら、鈴木文治、西尾末広、片山哲、水谷長三郎らとともに党除名処分を受ける。翌年1月衆議院議員を辞職。
戦後は日本社会党の顧問。1949年2月10日、老衰のため新小川町の江戸川アパート自室で死去。墓所は雑司ヶ谷霊園。
なお、同志社時代の1898年に、有志学生と共に日本で初めての大学生協「同志社消費組合」を結成している。

## 野球との関わり

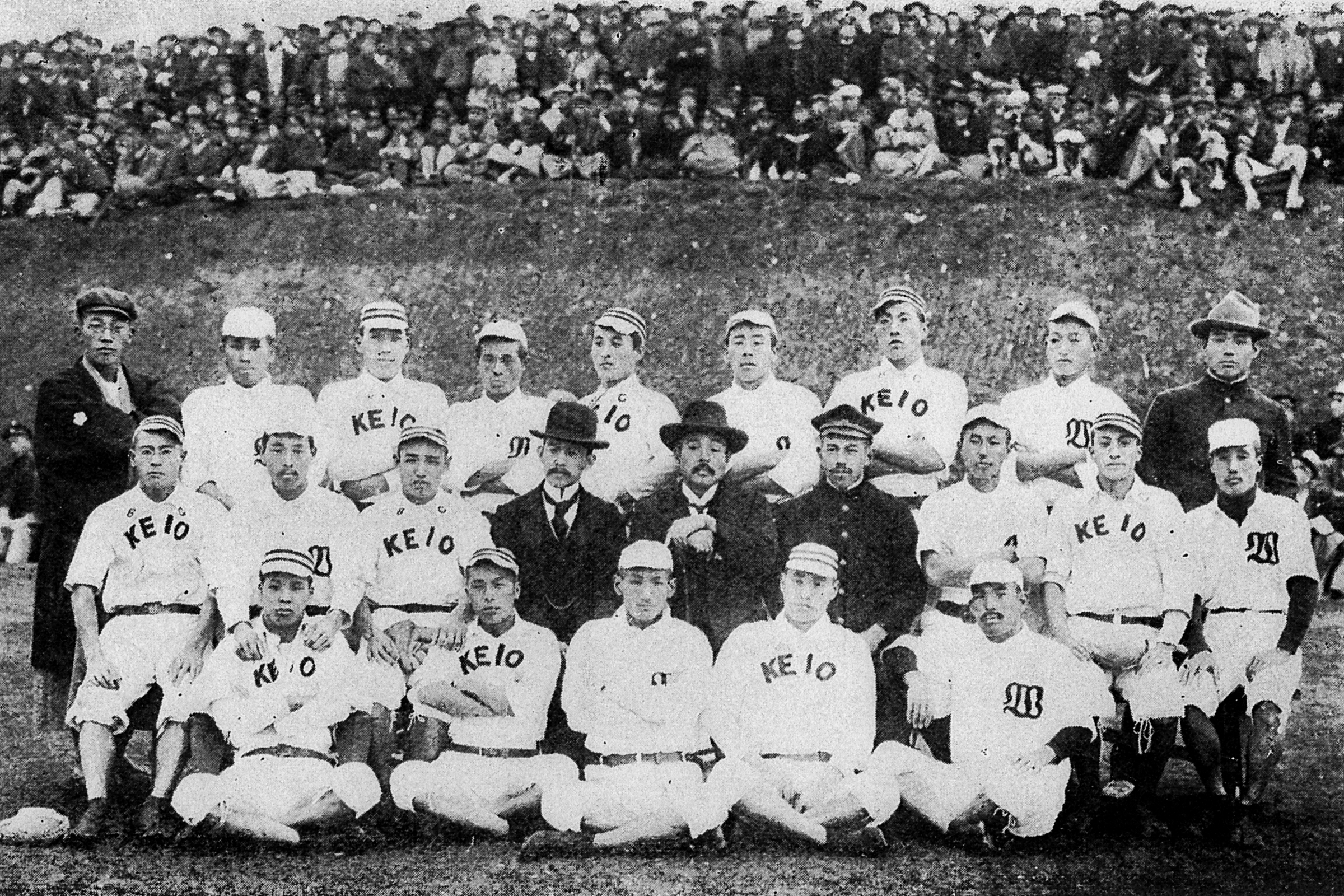
早慶両チームの記念写真（1904年秋、中央が安部磯雄）

「知識は学習から、人格はスポーツから」形成されると考え、特に日本に伝えられて日の浅い野球の普及・発展に力を注いだ。1901年には早稲田大学野球部の初代部長に就き早慶戦の糸口をつくっただけでなく、日露戦争まっただ中の1905年には同部で野球史初の海外遠征を強行し、野球発祥国アメリカで行われている数多くの技術・練習法などを持ち帰った。安部らはこれを早稲田部内の秘伝とせず著書や指導などによって日本全国に伝えた。これによって日本の野球技術発展の基礎をもたらした。また嘉納治五郎らとともに大日本体育協会を創立した。1930年東京六大学野球連盟初代会長就任（1932年の早稲田大学野球部の連盟脱退問題で引責辞任）、1946年日本学生野球協会初代会長就任。
こうした数々の功績から「日本野球の父」「学生野球の父」と呼ばれる。早稲田野球部の本拠地であった戸塚球場は安部が創設者大隈重信を説得して築いたもので、彼が死没した1949年に「安部球場」、合宿所を「安部寮」と名称を改められた。没後の1959年、この年創設された日本野球殿堂入り（特別表彰）。なお2015年に、安部球場から移転していた練習用グラウンドの東伏見野球場が、安部の生誕150周年を記念し「安部磯雄記念野球場」に改称された。

### 海外遠征のエピソード
1904年春、野球部の集会が開かれた時、安部は「もし諸君が一高、慶応、学習院の3大強豪を破って、対抗試合に全勝したら、アメリカに連れて行きましょう」と言った。この年の秋、創部4年目の早稲田大学が強豪たちをなぎ倒して全勝した。外の教授は唖然としたが、安部は大隈総長に直接会って掛け合った。「いいだろう」、と大隈は答えた。1905年の理事会で臨時予算が5500円組まれた。掛け合って2等船室の値段で1等船室に泊まった。サンフランシスコで野球道具を買ったが、アメリカ人が払ってくれた。7勝19敗であったが、試合の態度でアメリカ人を称賛させた。

### 犠打に対する考え方
安部は犠打について否定的な考えの持ち主だった。日本で初めてこれを行ったとされる早稲田大学の泉谷裕勝を「卑怯である。武士道に反する」と言って、よく叱っていた。しかし、早稲田大学が1905年にアメリカ遠征をした時に犠打が大いに行われていたので、安部もしぶしぶ「やってよろしい」と認めるようになったという。

## 家庭と家庭生活

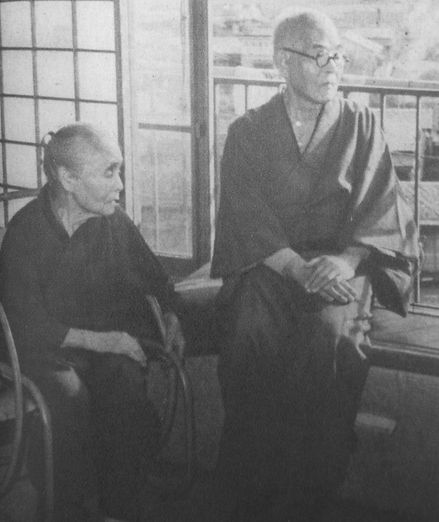
妻とともに（1949年）

妻の駒尾との婚約は安部21歳時、結婚は31歳時と離れているが、問題があったわけでなく、安部の留学と駒尾の学業のためである。安部にとって駒尾は愛妻であると共に友であり、よき話し相手であった。明治末期に「理想の夫婦」を実現している。安部は家庭生活を重要視していた。安部の子供を整理すると
- 長女 富士。1896年生まれ。満9歳で夭折。
- 次女 京（中村）。1898年生まれ。津田英学塾を卒業し、早稲田大学野球部のOB 中村正雄（松尾鉱山社長）と結婚。
- 三女 静（赤木）。1900年生まれ。東京女子大学在学中に 在米日系二世の赤木英道と婚約し、渡米。戦後は自由学園教授。夫の赤木（1892－1943）は岡山で生まれ、小学校卒業後米国へ移民、カルフォルニア大学、シカゴ大学、ペンシルバニア大学で学び博士号を取得したが、当時の排日機運の中就職難となり、YMCA日本人学生基督教協会で働いたのち、太平洋問題調査会参加を経て、満鉄の対米要員として対日理解促進のための講演などを行なった[13]。
- 長男 安部民雄。1902年生まれ。早稲田大学在学中からデビスカップ日本代表となったテニスの名選手。早稲田大学教授。
- 次男 安部道雄。1904年生まれ。東京大学理学部卒業の数学者。自由学園教授。
- 4女 愛（松原）。1907年生まれ。津田英学塾卒。教師を経て、医学者 松原正香と結婚。松原は東大医学部から東邦医大の教授となり、ホンダの顧問医も務めた[14]。飯田橋にあった同潤会の江戸川アパートに暮らし、4姉妹をもうけた[14]。娘のひとり松原緑（ピアニスト）はソニーの大賀典雄に嫁いだ[14]。
- 5女 節（大井上）。1908年生まれ。津田英学塾卒。三菱重工（技術系）勤務の大井上博と結婚。
- 6女 夏（丸山）。1910年生まれ。日本女子大付属高女を卒業し、医学者 丸山千里（松原正香の実弟）と結婚。

安部は教育にあたっては、子供の主体性を重んじたが、遠足は強制していた。しかもその距離は半端でなく32キロとか36キロというもので、中年になっても妻と長い距離弁当持参でハイキングに行った。安部71歳時富士登山もしている。

## 早稲田大学時代
1917年に学長の座を巡り、早稲田騒動が起きた。安部は一方を支持したが、理事や高等予科長を辞任している。飛田穂洲によると、安部はもっと厚遇されるべきであるが、不満を漏らしたことはなかったという。便利屋（utility man）と称して与えられた仕事をこなした。野球における団体生活がその背景にあると漏らしている。野球部長のみならず、競争部長、早稲田大学交響楽団初代部長（大学から金をひきだすために安部を利用した話がある）、図書館館長などを務めた。嘉納治五郎を助けて1912年のストックホルム五輪の国内委員も務めた。
1926年12月14日、政治運動への参加により、教授としての職責を果たすことができなくなったとして早稲田大学に辞表を提出。大学側は遺留に努めたが本人の意志はかたく、翌1927年1月に受理された。

## 年譜[18]

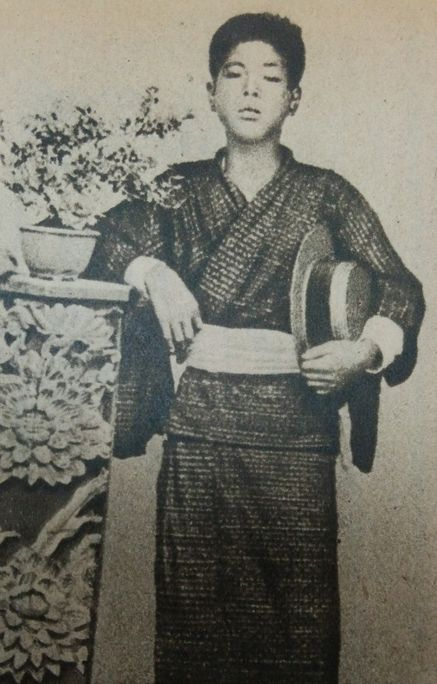
14歳の安部

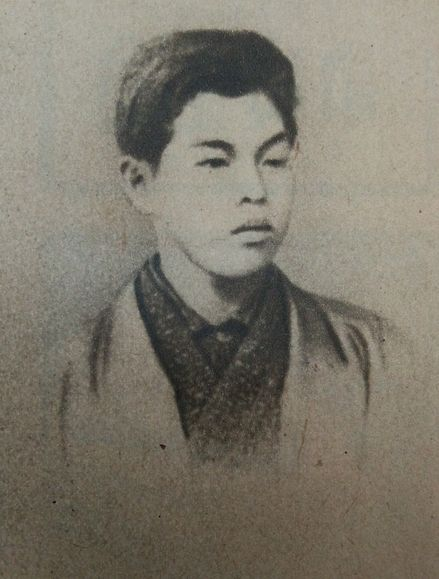
同志社講師時代
（1886年）

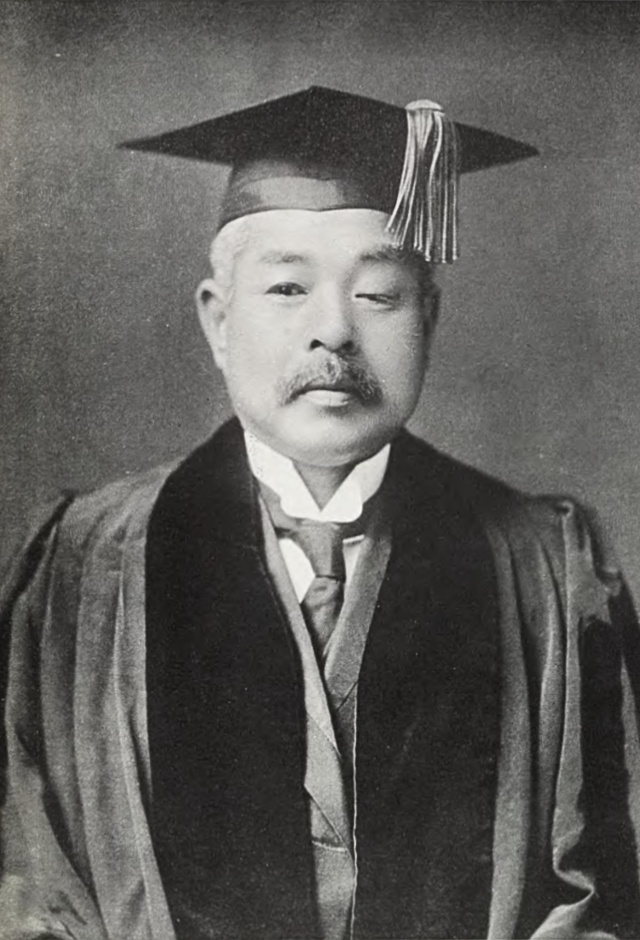
早大教授時代

- 1865年2月4日 福岡藩士・岡本権之丞の次男として福岡・新大工町に生まれる。生後すぐに祖父の実家、村上家の養子となる（6歳まで）
- 1867年2月17日 駒尾が村上家の長女として誕生
- 1873年 当仁小学校に入学
- 1875年 福岡県立教員伝習所付属小学校に移る
- 1879年3月 付属小学校卒業。怡土郡加布里村（現糸島市加布里）の「知足堂」で漢学を学ぶ
- 1879年9月 同志社英学校入学
- 1881年4月1日 基督教入信を福岡の両親に知らせる
- 1882年2月5日 新島襄から洗礼を受ける
- 1883年2月 竹内某女の養子となる（兵役免除のため）。
- 1884年7月 同志社英学校卒業
- 1884年9月 同志社神学科に進むが、ストライキを起こし、自主退学
- 1885年 徴兵制度改正があり、竹内某女との養子縁組解除。阿部いその養子となり、安部姓を名乗る
- 1885年7月 村上駒尾と婚約
- 1885年9月 福岡県田川郡の香春学校に奉職
- 1886年1月 同志社のM.L.ゴードン教授の勧めで、同志社に復帰。教壇に立つ
- 1887年4月8日 岡山教会の牧師として赴任
- 1890年1月27日 新島襄の葬儀に参列し、若王寺山上で祈禱を行う[19]
- 1891年8月21日 横浜港出帆、米国留学の途につく
- 1891年9月 ハートフォード神学校（全寮制）に入学
- 1893年6月 ニューヨークで市の社会事業を視察
- 1894年6月 ハートフォード神学校卒業（卒業演説：基督教徒の経済観）
- 1894年7月 英国遊学
- 1894年9月 ドイツに向う際に、日清戦争勃発を知る 10月ベルリン大学入学
- 1895年1月 帰国の途につく 2月22日 岡山教会に帰着
- 1895年7月3日 岡山で駒尾と結婚式
- 1895年9月 牧師であるかたわら、私立関西中学校で教師をつとめる
- 1897年7月 岡山教会に辞表提出。8月13日 同志社中学校に赴任
- 1898年 同志社生活協同組合の起源となる日本初の学生消費組合を結成[20]。
- 1899年3月 同志社綱領改訂問題のあおりを受け、安部は退職。上京し、日本ユニテリアン協会、社会主義研究会で活動をはじめる
- 1899年5月 東京専門学校（のち早稲田大学）の講師となる
- 1899年12月 岸本能武太らと共に足尾鉱毒事件の現地調査を行う
- 1900年1月 島田三郎と埼玉県大宮町で公娼反対の演説。木下尚江と出会う
- 1900年1月 社会主義研究会を社会主義協会と改組。安部が会長に就任
- 1900年4月 東京専門学校出版部より「社会問題解釈法」を出版
- 1901年4月 社会民主党結成の第1回準備会が開かれる。参加者は安部、片山潜、木下尚江、幸徳秋水、川上清、西川光二郎の6名。幸徳以外は全員クリスチャンであった。
- 1901年5月 社会民主党結成届（5月19日）にたいし、禁止令（5月20日）
- 1901年6月3日 安部らが社会平民党の結成を届けたが、禁止令により即日解散
- 1901年11月3日 東京専門学校野球部の発会式
- 1902年7月 安部が東京専門学校高等予科科長に就く
- 1902年9月 東京専門学校が大学に昇格し、早稲田大学となる
- 1903年10月8日 社会主義協会が日露非戦論大会を開き、反戦演説をおこなう（20日に第2回大会）
- 1903年11月15日 「萬朝報」を退社した幸徳秋水、境利彦らが平民社を結成。安部、木下は相談役に就く
- 1904年2月 日露戦争開戦
- 1904年11月 治安警察法により、社会主義協会が解散させられる。この頃より「資本論」翻訳に従事
- 1905年4月 安部を団長とする早稲田大学野球部が渡米。6月帰国
- 1905年9月 平民新聞後継紙「直言」が発禁となり、平民社解散
- 1905年11月 安部、木下、石川三四郎が「新紀元」を創刊

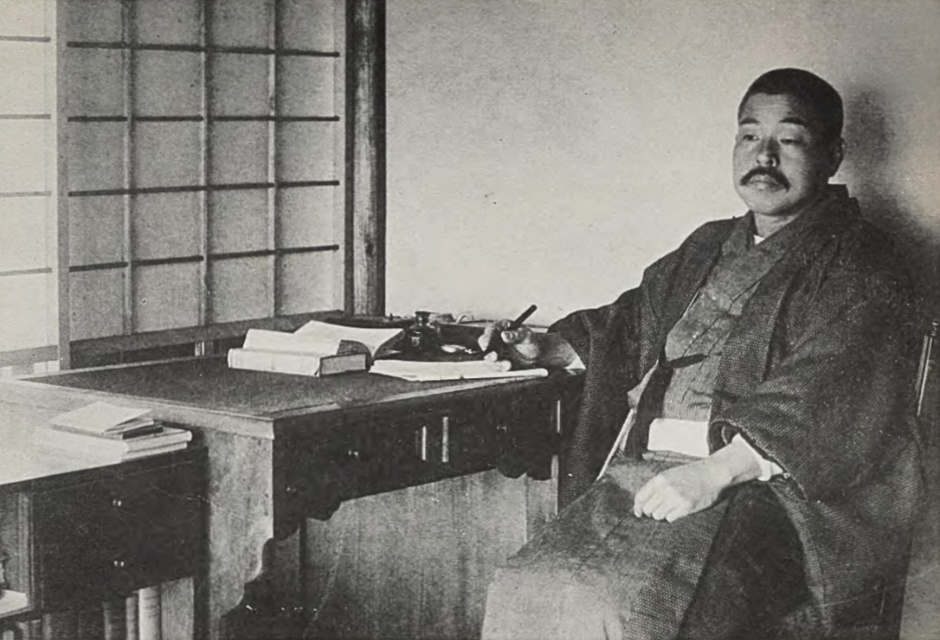
巣鴨居住時代の安部磯雄
（明治末-大正初期）

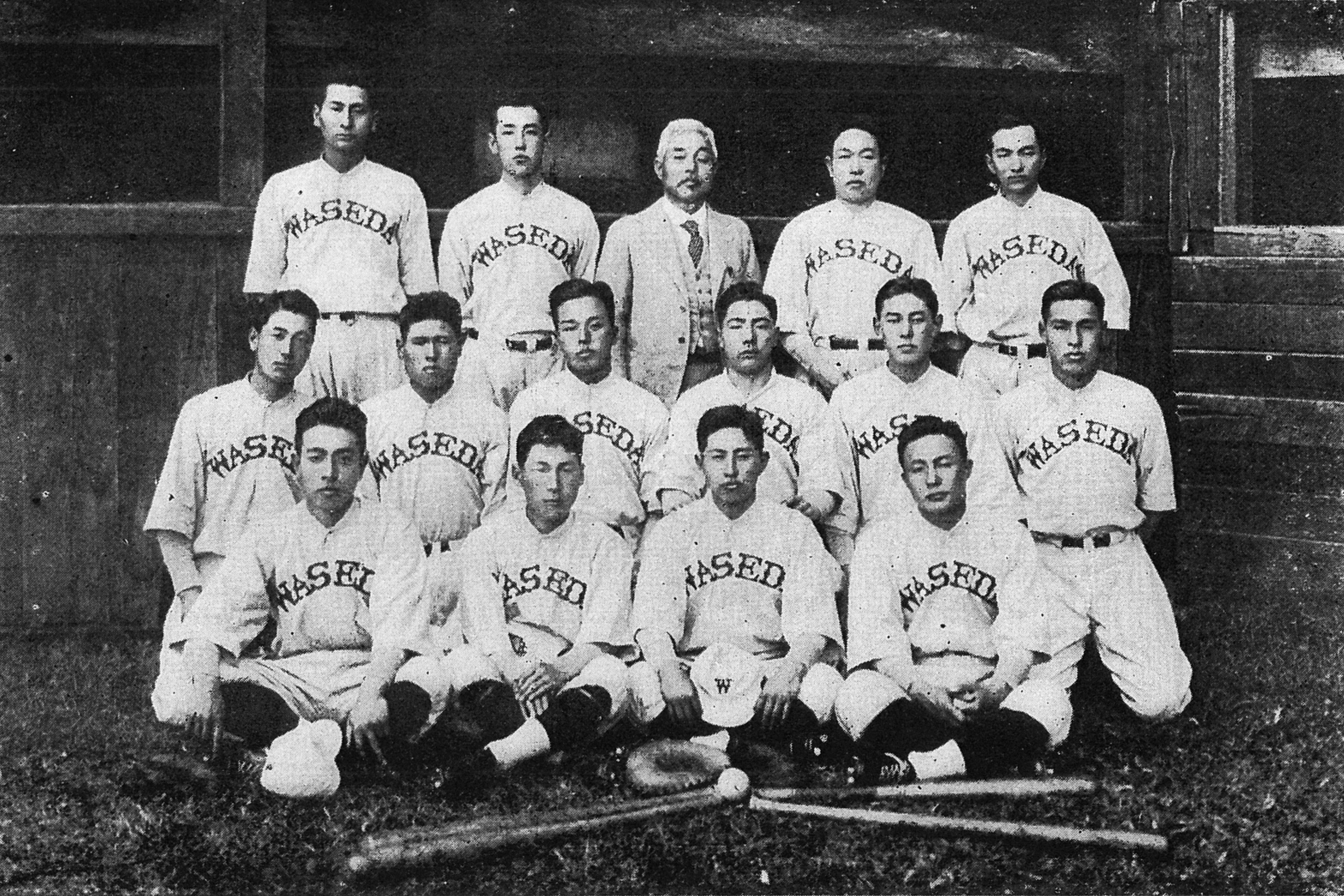
1921年の早稲田大学野球部
（後列中央が安部磯雄）

- 1907年4月22日 救世軍のブース大将歓迎の先頭にたつ
- 1909年 5年間離脱していた日本ユニテリアン協会に復帰し、会長に就く
- 1910年7月 野球部を率いてハワイに遠征
- 1911年7月9日 隔清会発会式（島田三郎会長）安部は副会長
- 1915年4月 早稲田高等予科長に就任
- 1915年5月 早稲田大学競走部初代部長に就く8月 同評議員に選ばれる
- 1917年9月 早稲田大学理事に選任
- 1918年10月 高等予科長辞任
- 1919年2月 同志社原田助総長辞任後の後任総長に推薦されるも固辞する
- 1919年10月8日 早稲田大学政経科長に就任（翌年政治経済学部長となる）
- 1921年3月27日 野球部を率いてコレア丸にて米国遠征に出発
- 1922年3月 サンガー夫人に面会
- 1923年8月 軽井沢における早稲田大学野球部練習に摂政宮を迎える
- 1923年9月1日 関東大震災
- 1923年12月18日 政治問題研究会発足（島中雄三らと共に）
- 1924年4月27日 日本フェビアン協会発足（島中、石川三四郎、木村毅、大宅壮一らと）
- 1924年6月28日 無産新党結成準備会として政治研究会発足。（島中、大山郁夫、賀川豊彦らと）
- 1925年3月 野球部合宿所竣工（安部尞）

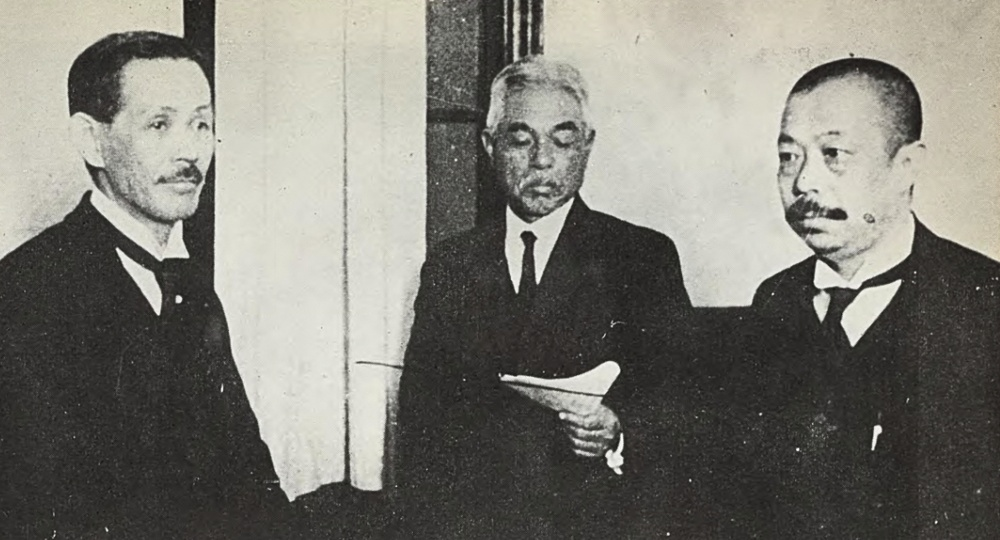
左から吉野作造、安部磯雄、堀江帰一（1926年）

- 1926年1月 独立労働協会創立（安部磯雄理事長）
- 1926年2月 野球部部長辞任
- 1926年3月5日 労働農民党結成
- 1926年5月 賀川豊彦らとともに東京学生消費組合を結成[21]
- 1926年7月 北海道講演旅行（日本フェビアン協会）に駒尾同行
- 1926年8月 中国大陸青島へ講演旅行
- 1926年10月24日 労働総同盟が労働農民党より脱退。安部、賀川も同党脱退を宣言
- 1926年12月5日 社会民衆党結成式（安部委員長、片山哲書記長）
- 1927年1月 早稲田大学教授を退職
- 1927年9月27日 戸塚球場に安部の胸像が建立。本人出席のもと除幕式が行われる[22]。
- 1928年1月 第1回普通選挙に東京府第2区から立候補。2月20日 衆議院議員に当選
- 1928年4月25日 腸チフスと診断され東大病院分院に入院
- 1928年11月10日 天皇即位式に出席
- 1929年3月20日 議会で初演説 「公娼制度廃止法案」趣旨説明
- 1929年4月26日 夫妻でアメリカに向け出発
- 1930年2月20日 第17回総選挙 落選
- 1931年5月 遊説先の奄美大島で赤痢の診断
- 1931年11月21日 遊説先の長野県で交通事故にあう
- 1932年2月20日 第18回総選挙 当選2回目
- 1932年7月24日 社会民衆党が全国労農大衆党と合同し、社会大衆党を結成（安部委員長、麻生久書記長）
- 1934年12月26日 大日本東京野球倶楽部創立（巨人軍の前身で総監督は安部の教え子 市岡忠男）
- 1935年11月 台湾を講演旅行
- 1936年2月20日 第19回総選挙。トップ当選
- 1936年3月 東京市会議員に当選（衆議院議員と兼任）
- 1938年3月3日 安部、江戸川アパートの自宅で暴漢に襲われる -
- 1940年3月7日 議会で反軍演説を行った衆議院議員斎藤隆夫の除名に関して除名賛成の党議に逆らった安部は離党
- 1940年5月7日 安部、片山らが結成を届けた勤労国民党に内務省が結社禁止令
- 1940年6月26日 麻生久委員長が社会大衆党の解党声明
- 1940年12月24日 議員辞職願を衆議院議長に提出

- 1941年1月21日 衆議院議員を辞職[8]

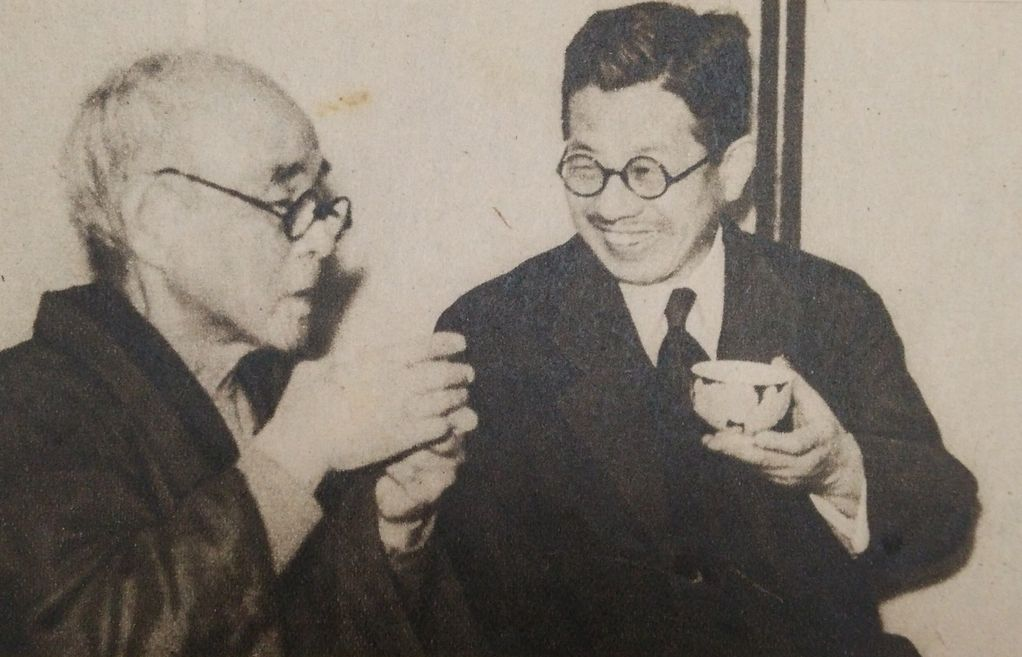
安部磯雄と片山哲（1947年）

- 1945年3月16日 夫妻で西多摩郡多西村に疎開。4月28日に平井村の祥雲寺に転居
- 1945年10月1日、芦田均、賀川豊彦、有沢広巳、馬場恒吾らと自由懇話会を結成[23]。
- 1945年11月2日 江戸川アパートに帰京。日本社会党結成（片山哲書記長）
- 1947年10月27日 首相となった片山哲に、夫婦で首相官邸に招かれる
- 1949年2月14日 永眠、富士見町教会で告別式（葬儀委員長は片山哲）
- 1958年7月28日 妻駒尾永眠

## 著書
- 『社会問題解釈法』東京専門学校出版部〈早稲田叢書〉、1901年4月。NDLJP:798781。
  - 『社会問題解釈法』日本図書センター〈近代日本キリスト教名著選集 第4期(キリスト教と社会・国家篇) 29〉、2004年4月。ISBN 9784820587101。
  - 『社会問題解釈法』龍渓書舎〈近代日本社会学史叢書 第1期第23巻〉、2008年2月。
- 『社会主義論』片山潜、1903年7月。
- 『地上の理想国 瑞西』平民社〈平民文庫〉、1904年5月。NDLJP:767298 NDLJP:783246。
  - 『地上之理想国 瑞西』権田保之助解説、第一出版〈日本社会問題名著選〉、1947年5月。NDLJP:1044305。
- 『北米の新日本』博文館、1905年9月。NDLJP:801004。
- 『理想の人』金尾文淵堂、1906年10月。NDLJP:758486。
- 『野球案内』亀井支店書籍部、1907年9月。NDLJP:860540。
- 『応用市政論』日高有倫堂、1908年4月。NDLJP:784566。
  - 『応用市政論』学陽書房〈地方自治古典叢書 2〉、1988年7月。ISBN 9784313460027。
- 『理想の青年』 上巻、千代田書房、1909年7月。
- 『婦人の理想』北文館、1910年6月。NDLJP:799000。
  - 『婦人の理想』日本図書センター〈近代婦人問題名著選集 第3巻〉、1982年3月。
- 『布哇紀行』有隣閣、1911年4月。
- 『都市独占事業論』隆文館〈最近経済問題 第15巻〉、1911年8月。NDLJP:784720。
  - 『都市独占事業論』学陽書房〈地方自治古典叢書 3〉、1988年7月。ISBN 9784313460034。
- 『風紀問題としての公娼制度 附・人道問題としての公娼制度』廓清会本部〈廓清叢書 第6巻〉、1912年5月。
- 『自修論』広文堂書店、1914年7月。NDLJP:951442。
- 『誰を選ぶべきか』実業之世界社、1915年2月。
- 『最近の社会問題』日月社〈警世叢書 第3編〉、1915年4月。NDLJP:1881200。
- 『欧洲社会党の現状』泰山房書店、1917年5月。
- 『子供本位の家庭』実業之日本社、1917年7月。NDLJP:955996。
  - 『子供本位の家庭』（10版）実業之日本社、1927年3月。NDLJP:1914238。
  - 『子供本位の家庭』クレス出版〈「家族・婚姻」研究文献選集 [戦前篇] 3〉、1989年10月。ISBN 9784906330164。
  - 『子供本位の家庭』久山社〈日本<子どもの権利>叢書 11〉、1996年4月。ISBN 9784906563173。
- 『欧洲社会党の現状』泰山房書店、1917年5月。NDLJP:1881048。
- 『社会問題概論』早稲田大学出版部、1921年3月。
  - 『社会問題概論』（7版）早稲田大学出版部、1928年6月。NDLJP:1453754。
- 『産児制限論』実業之日本社、1922年4月。NDLJP:968562。
  - 『産児制限論』久山社〈日本<子どもの権利>叢書 18〉、1996年4月。ISBN 9784906563173。
- 『社会主義は危険思想にあらず』科学思想普及会〈科学思想叢書 第1〉、1923年3月。NDLJP:976918。
- 『産児制限の話』科学思想普及会〈科学思想パンフレット 2〉、1923年7月。NDLJP:913186。
- 『土地国有論』科学思想普及会、1924年4月。
- 『公娼廃止の理由』廓清会本部〈廓清パンフレット〉、1924年5月。
- 『社会主義の時代』科学思想普及会、1924年6月。
- 『普通選挙と無産政党』日本フェビアン協会〈日本フェビアン協会パンフレット 第2〉、1925年7月。NDLJP:1088407。
- 『消費組合の話 労働組合員は消費組合に』関東労働同盟会〈関東同盟パンフレット No.2〉、1926年3月。
- 『社会民衆党綱領解説』社会民衆党本部〈社会民衆党パンフレット 第1〉、1927年1月。NDLJP:1465174。
- 『人口問題と産児制限』農村問題叢書刊行会〈農村問題叢書 第4篇〉、1927年2月。NDLJP:1280363。
- 『立党の精神』社会民衆党出版部〈社会民衆党パンフレット 特輯IV〉、1927年12月。
- 『民衆の進むべき途』社会民主党京都支部、1928年3月。
- 『社会民衆党綱領解説立党ノ精神ヨリ 抜萃』社会民衆党熊本支部〈社会民衆党パンフレット〉、1928年4月。NDLJP:1456172。
- 『失業問題』日本評論社〈時事問題講座 第11〉、1929年11月。NDLJP:1268898 NDLJP:1709832 NDLJP:1712021 NDLJP:2389892。
- 『土地公有論』クララ社〈民衆政治講座 第21巻〉、1929年5月。NDLJP:1884745。
- 『政治道徳論』クララ社、1930年1月。NDLJP:1269072。
- 『国民の審判に訴ふ』先進社〈民衆政治講座 第19〉、1930年1月。NDLJP:1464767。
- 『産児制限の話』日本民衆新聞社、1930年8月。NDLJP:1054887。
- 『次の時代』春陽堂、1930年10月。NDLJP:1272170。
- 『生活問題から見た産児調節』東京堂〈現代生活叢書〉、1931年12月。NDLJP:1464613。
  - 『生活問題から見た産児調節』日本図書センター〈近代婦人問題名著選集 社会問題編第6巻〉、1983年5月。
- 『産業奉還論』千倉書房、1932年10月。NDLJP:1442921。
- 『安部磯雄自叙伝 社会主義者となるまで』改造社、1932年2月。NDLJP:1177421。
  - 『安部磯雄自叙伝 社会主義者となるまで』明善社、1947年11月。
- 『昭和維新の理想』芳川庄八、1933年3月。NDLJP:1273025。
- 『私の忠君愛国観』建設社〈建設文庫 第9〉、1934年11月。NDLJP:1210137。
- 『青年と理想』岡倉書房、1936年10月。NDLJP:1220954。
  - 『青年と理想』（3版）岡倉書房、1937年4月。NDLJP:1220958。
- 『次代の廓清』岡倉書房、1937年4月。NDLJP:1440954。

### 編集
- 『耶穌教訓集』岡山孤児院活版部、1896年8月。
- 『帝国議会教育議事総覧』 自第1議会至第12議会、厚生閣、1932年9月。NDLJP:1465866。
- 『帝国議会教育議事総覧』 自第13議会至第25議会、厚生閣、1932年11月。NDLJP:1465878。
- 『帝国議会教育議事総覧』 自第26議会至第39議会、厚生閣、1932年12月。NDLJP:1465886。
- 『帝国議会教育議事総覧』 自第40議会至第48議会、厚生閣、1933年2月。NDLJP:1465899。
  - 『帝国議会教育議事総覧』 1巻、臨川書店、1971年11月。
  - 『帝国議会教育議事総覧』 2巻、臨川書店、1971年11月。
  - 『帝国議会教育議事総覧』 3巻、臨川書店、1971年11月。
  - 『帝国議会教育議事総覧』 4巻、臨川書店、1971年11月。
  - 『帝国議会教育議事総覧』 5巻、臨川書店、1971年11月。

### 翻訳
- 『グッドノー氏 市制論』早稲田大学出版部〈早稲田小篇〉、1902年11月。NDLJP:784584。
- リチャード・セオドル・イリー「社会主義と社会改良主義」『社会政策二論』大日本文明協会、1909年1月。NDLJP:994157。
- ノルマン・エンセル『現代戦争論 兵力と国利の関係』博文館、1912年9月。
- 『労働問題及サンディカリズム』大日本文明協会〈大日本文明協会刊行書 第2期 第42編〉、1914年6月。NDLJP:949678。
  - 『労働問題及サンディカリズム』（5版）大日本文明協会〈大日本文明協会刊行書 第2期 第42編〉、1920年3月。NDLJP:1902477。
- リチャード・セオドル・イリー『社会主義論』大日本文明協会、1920年1月。
- シドニー・ウェッブ『資本主義文明の凋落』明善社、1924年4月。
- イー・エス・ガスニー、ポール・ポペノー『不姙結婚と人間改造』春陽堂、1930年10月。
- 小池四郎と共 訳『インターナショナル歴史現状発展』春陽堂、1931年3月。NDLJP:1223369 NDLJP:1915468。

### 共著
- 押川春浪と『野球と学生』広文堂、1911年10月。NDLJP:860545。
- 秋田雨雀と『黎明期の青年に訴ふ』日本フェビアン協会〈日本フェビアン協会リーフレット〉、1924年10月。
- 馬島僩と『産児制限の理論と実際』文化学会出版部〈社会問題叢書 第5編〉、1925年5月。NDLJP:1017039。
- 『日本平和論大系 2　幸徳秋水 安部磯雄 週刊平民新聞(抄)』家永三郎 編・解題、日本図書センター、1993年11月。ISBN 978-4820571438。

### 監修
- 年史刊行会編輯部『昭和三年史』三宅雪嶺・安部礒雄監修、年史刊行会、1929年2月。
- 年史刊行会編輯部『昭和五年史』三宅雪嶺・安部礒雄監修、年史刊行会、1931年2月。
- 年史刊行会編輯部『昭和七年史』三宅雪嶺・安部礒雄監修、年史刊行会、1933年2月。

### 安部磯雄著作集・選集
- 『社会問題解釈法』学術出版会〈安部磯雄著作集 第1巻〉、2008年2月。ISBN 9784284101127。
- 『都市独占事業論』学術出版会〈安部磯雄著作集 第2巻〉、2008年2月。ISBN 9784284101134。
- 『自修論』学術出版会〈安部磯雄著作集 第3巻〉、2008年2月。ISBN 9784284101141。
- 『子供本位の家庭・産児制限論』学術出版会〈安部磯雄著作集 第4巻〉、2008年2月。ISBN 9784284101158。
- 『次の時代』学術出版会〈安部磯雄著作集 第5巻〉、2008年2月。ISBN 9784284101165。
- 『社会主義者となるまで』学術出版会〈安部磯雄著作集 第6巻〉、2008年2月。ISBN 9784284101172。
- 『安部磯雄』山泉進 編・解題、論創社〈平民社百年コレクション 第3巻〉、2003年2月。ISBN 9784846003555。

## 関連・研究書
- 片山哲 『安部磯雄伝』 毎日新聞社、1958年／復刻：大空社「伝記叢書」、1991年
- 伊丹安広 『野球の父安部磯雄先生』 早稲田大学出版部、1965年
- 宮本盛太郎 『宗教的人間の政治思想 軌跡編―安部磯雄と鹿子木員信の場合―』 木鐸社、1984年
- 『安部磯雄の研究』 早稲田大学社会科学研究所、1990年
- 丸屋武士 『嘉納治五郎と安部磯雄　近代スポーツと教育の先駆者』 明石書店、2014年